# Alaksandr Szlubski
Alaksandr Szlubski, biał. Аляксандр Шлюбскі, ps. Alesia Harotnia, Zwiastun, A. Znicz, Kazalnik, Etnograf (ur. 16 czerwca 1897 w Mieżawie koło Połocka, zm. 1941 w łagrze) – białoruski naukowiec, literaturoznawca i etnograf. 
Urodził się w rodzinie duchownego prawosławnego. W latach 1918–21 pracował w bolszewickiej administracji Witebska. Od 1919 roku zajmował się naukowo folklorem i etnografią. W 1922 roku ukończył witebski oddział Moskiewskiego Instytutu Archeologicznego. Od 1918 do 1923 pracował w archiwach Witebska, Połocka, Wieliża i Orszy. 
W 1923 roku podjął współpracę naukową z Inbiełkultem. Od 1929 do 1930 roku pracował w Instytucie Historii Akademii Nauk Białoruskiej SRR. Pisywał do czasopism białoruskojęzycznych, m.in. "Nasz kraj", "Połymja", Uzwyszsza", "Maładniak", "Radawaja ruń". Jego prace naukowe na temat folkloru i literatury Białorusi były wydawane przez Inbiełkult w dwóch tomach (1927-28) pod nazwą "Materyjały da wywuczennia falkloru i mowy Wiciebszczyny". 
3 kwietnia 1930 roku został aresztowany przez NKWD jako członek Związku Wyzwolenia Białorusi. Za "szkodnictwo i antyradziecką agitację" został skazany przez sąd na 5 lat więzienia w Niżnym Nowogrodzie. Ponownie aresztowany w czerwcu 1935 roku w okolicach Leningradu. Dalsze losy nieznane. Za pierwszy wyrok rehabilitowany w 1960 roku, rehabilitacji za wyrok z 1935 roku prokuratura w Leningradzie w 1990 roku odmówiła. 

## Dzieła
- "Сведения по собиранию устного народного творчества в Белоруссии", Wieliż 1919
- "Паны і сяляне ў першай палове ХІХ стагоддзя", Mińsk 1924
- "Бядуля як этнограф", Mińsk 1925
- "Матэрыялы да крыўскай гісторапісі: Доля кнігасховаў і архіваў зямель крыўскіх і былога Вялікага княства Літоўскага", Kowno 1925
- "Крашаніна (набіванка)", Witebsk 1925
- "Гісторыка-этнаграфічныя нататкі", Mińsk 1928
- "Набойка", Mińsk 1928
- "Этнаграфічная дзейнасць Е.Р.Раманава", Mińsk 1928
- Адносіны расійскага ўраду да беларускае мовы ў ХІХ cт. // Запіскі Аддзелу гуманітарных навук. Кн. 2. Працы клясы філёлёгіі. Т. 1. Менск, 1928. 303-337 с.